# İstanbul Modern

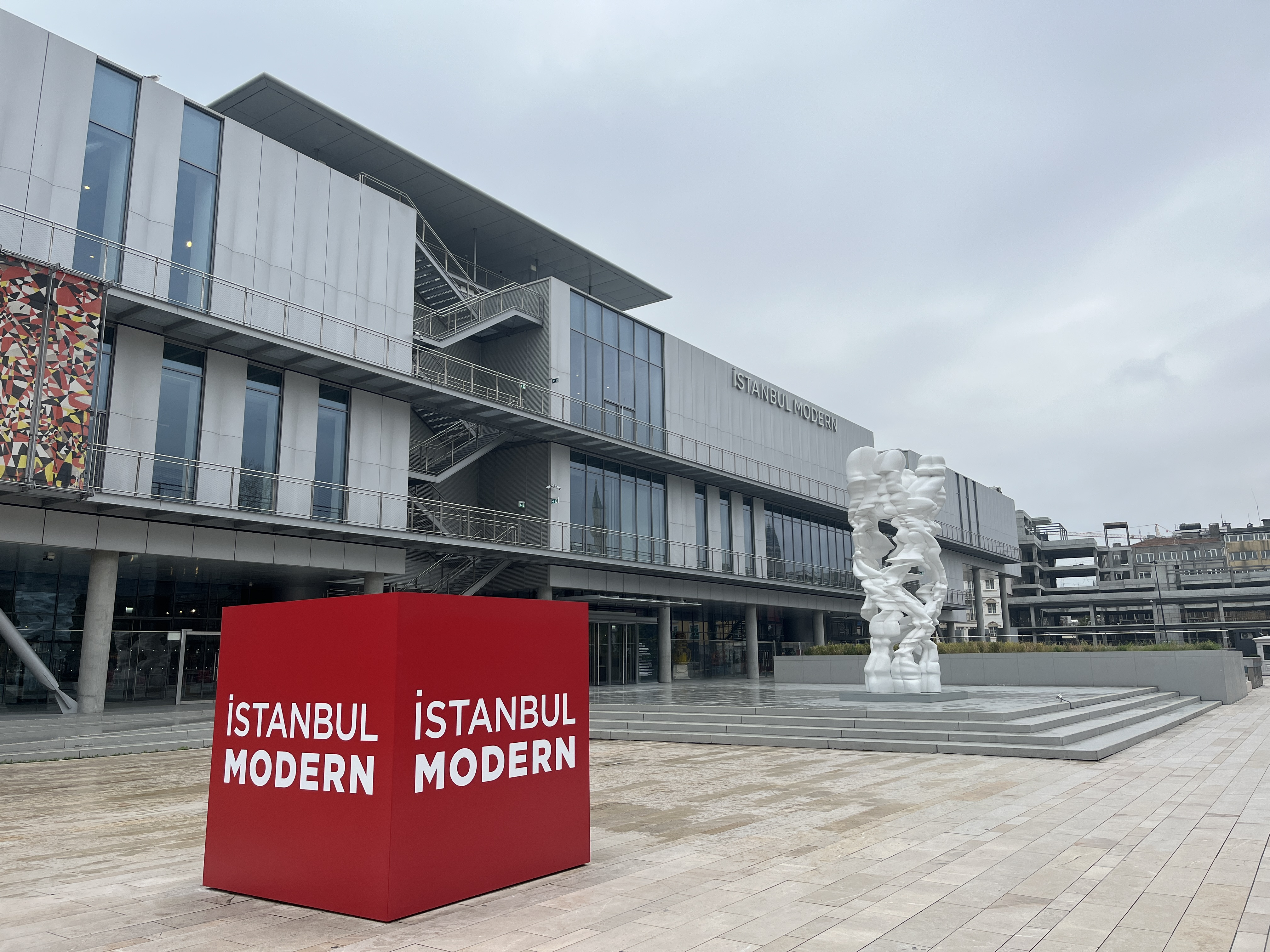
Außenansicht des Neubaus des Istanbul Modern

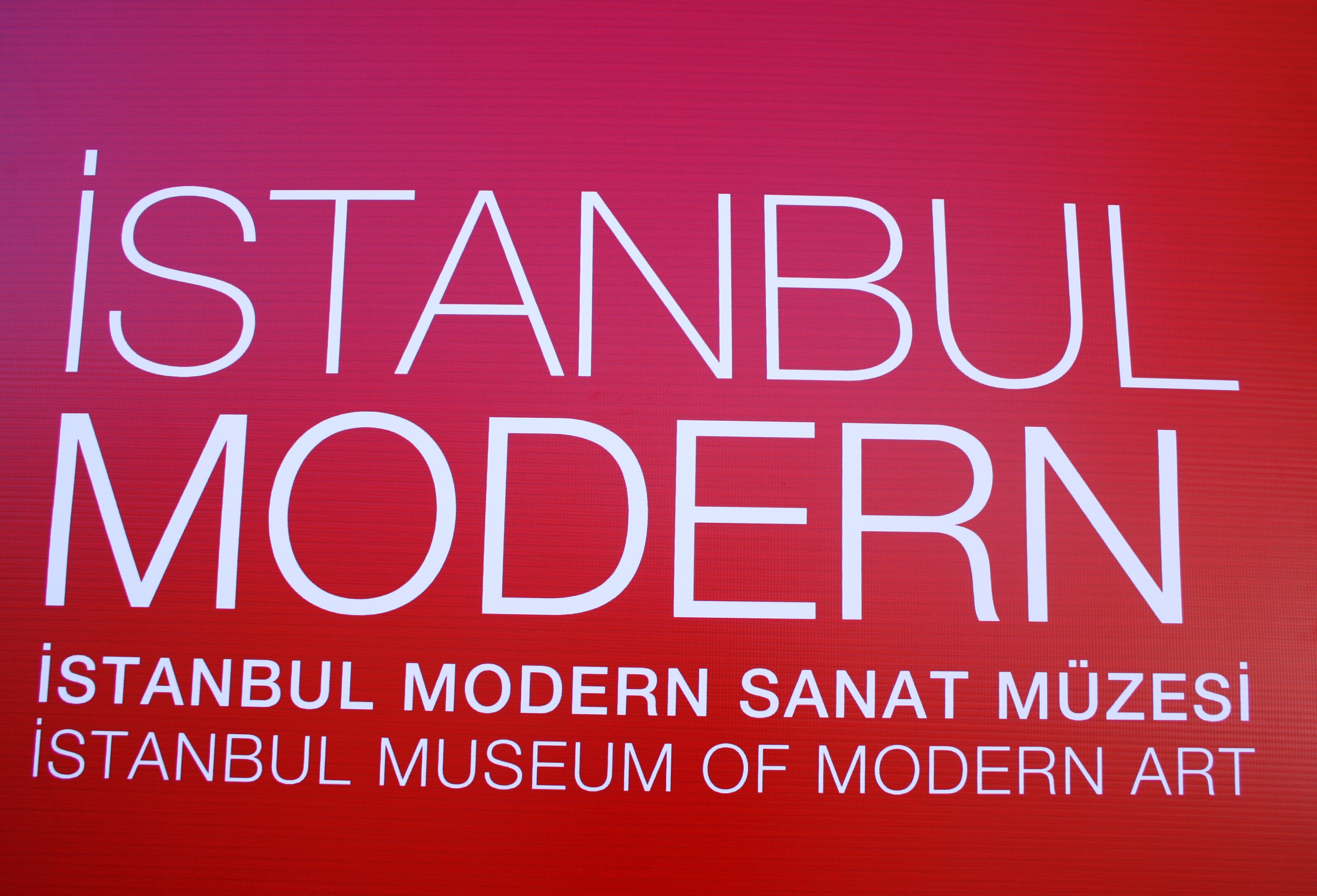
Istanbul Modern

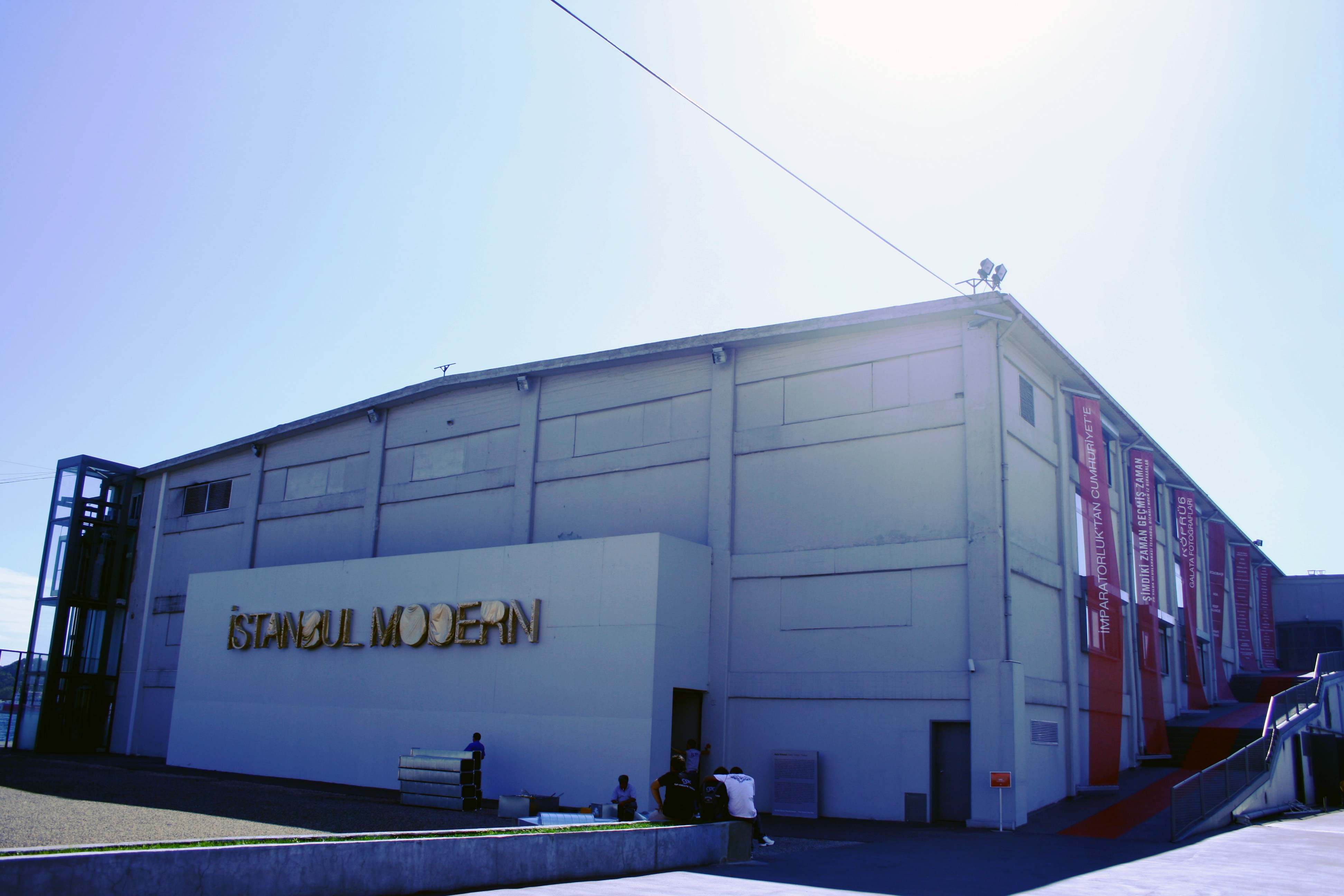
Ehemaliges Gebäude des Istanbul Modern

Das İstanbul Modern ist ein Museum für Kunst der Gegenwart in Beyoğlu, dem İstanbuler Stadtteil auf der europäischen Seite von İstanbul.
Die Eröffnung war am 11. Dezember 2004. 
Das im Zentrum der Stadt ursprünglich am Pier von Karaköy gelegene Gebäude aus den 1950er Jahren  besaß 8000 m² Ausstellungsfläche. Die Sammlung des Museums bestand nach der Eröffnung aus Stiftungen von Nejat Eczacıbaşı sowie Oya und Bülent Eczacıbaşı und den Sammlungen der Türkiye Bank, der Mimar-Sinan-Universität sowie der des Museums für Malerei und Skulptur. In Wechselausstellungen stellt das Museum zeitgenössische Kunst von internationalem Rang vor.
Das Museum befindet sich nach dem Abriss der gesamten Uferanlagen zugunsten des Baus eines Kreuzfahrtterminals in Karaköy nunmehr in der Meşrutiyet Caddesi 99 (nördlich der İstiklal Caddesi).